# Pareronia ceylanica
Pareronia ceylanica is een vlindersoort uit de familie van de Pieridae (witjes), onderfamilie Pierinae.
Pareronia ceylanica werd in 1865 beschreven door C. & R. Felder.